# Staurastrum ankyroides
Staurastrum ankyroides là một loài Song tinh tảo trong họ Desmidiaceae, thuộc chi Staurastrum.